# Wjacław
Wjacław ist ein männlicher Vorname. Es ist die obersorbische (IPA: 'wʲaʦu̯au̯) Form eines verbreiteten slawischen Vornamens. Die eingedeutschten Versionen lauten Wenzeslaus und Wenzel.
Die weibliche Form des Namens ist Wjacława.
Für weitere Informationen zum Namen siehe den Hauptartikel Wenzel.

## Bekannte Namensträger
- Maćij Wjacław Jakula (1655–1738), sorbischer Bildhauer des böhmischen Barock